# Grive ardoisée
Catharus fuscater
Espèce
Statut de conservation UICN

 LC  : Préoccupation mineure
La Grive ardoisée (Catharus fuscater) est une espèce de passereau de la famille des Turdidae.
Cet oiseau vit dans la moitié nord des Andes et la cordillère de Talamanca.

## Répartition et sous-espèces
Selon la classification de référence du Congrès ornithologique international (15.1, 2025) elle se répartit en sept sous-espèces :
- C. f. hellmayri Berlepsch, 1902 — cordillère de Talamanca ;
- C. f. mirabilis Nelson, 1912 — serranía de Pirre ;
- C. f. sanctaemartae Ridgway, 1904 — sierra Nevada de Santa Marta ;
- C. f. fuscater (Lafresnaye, 1845) — serranía del Darién, est de la Colombie et ouest du Venezuela ;
- C. f. opertaneus Wetmore, 1955 — centre de la Colombie ;
- C. f. caniceps Chapman, 1924 — centre/nord du Pérou ;
- C. f. mentalis Slater & Salvin, 1876 — sud du Pérou et Bolivie.